# Західно-Ефіопський щит
Західно-Ефіопський щит — невеликий геологічний щит уздовж західного кордону Ефіопії. Його плутони утворилися між 830 і 540 мільйонами років тому.